# Horville-en-Ornois
Horville-en-Ornois é uma comuna francesa na região administrativa de Grande Leste, no departamento de Meuse. Estende-se por uma área de 7,62 km². Em 2010 a comuna tinha 60 habitantes (densidade: 7,9 hab./km²).